# 圣利济耶
圣利济耶（法語：Saint-Lizier，法語發音：[sɛ̃ lizje]）是法国阿列日省的一个市镇，属于聖日龍區。

## 地理
圣利济耶（43°0'6"N, 1°8'13"E）面积9.01 平方千米，位于法国奧克西塔尼大區阿列日省，该省份为法国西南部内陆省份，西部和北部与上加龙省接壤，东临奥德省，东南至东比利牛斯省接壤，南与安道尔和西班牙接壤。
与圣利济耶接壤的市镇（或旧市镇、城区）包括：科蒙、加让、库斯朗地区蒙泰居、蒙戈克、库斯朗地区蒙茹瓦、穆利、圣日龙、洛尔普-桑塔拉耶。

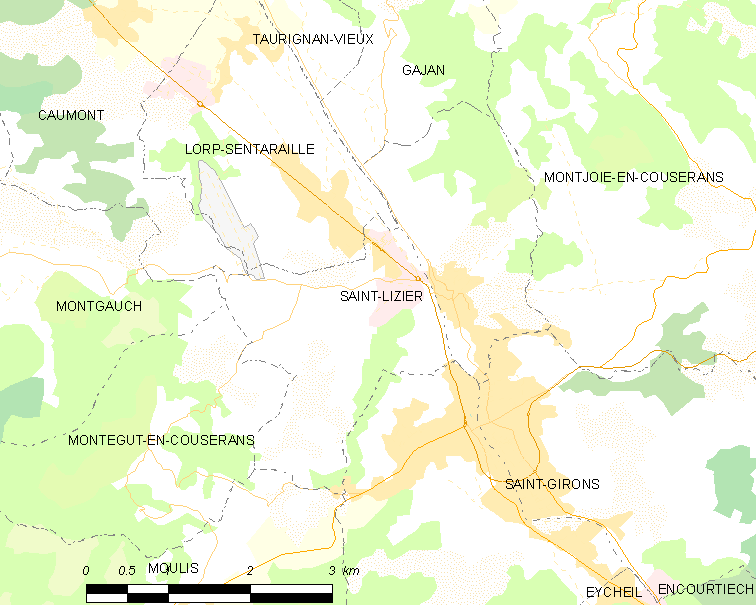
圣利济耶的OSM定位图

圣利济耶的时区为UTC+01:00、UTC+02:00（夏令时）。

## 行政
圣利济耶的邮政编码为09190，INSEE市镇编码为09268。

## 政治
圣利济耶所属的省级选区为库斯朗谷地县。

## 人口

1962-2008年间圣利济耶人口变化图示

圣利济耶于2022年1月1日时的人口数量为1384人。